# 鐵路脊柱症候群

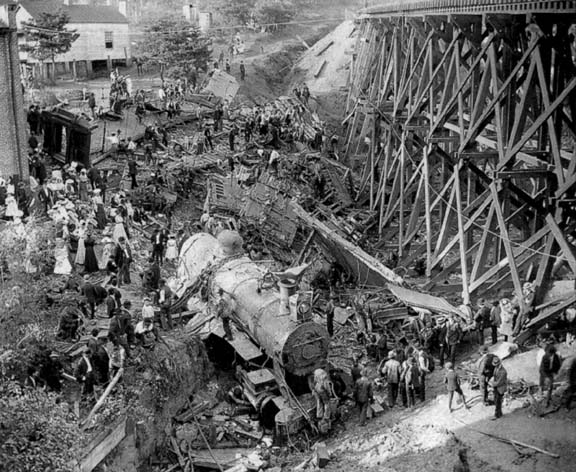
一次火車意外殘骸

鐵路脊柱症候群（英語：Railway spine）是十九世紀時用來診斷涉及鐵路事故乘客創傷後症狀的術語。
首個針對此病症進行全面醫學研究的是約翰·埃里克·埃里克森的經典著作《關於鐵路及其他神經系統損傷》（On Railway and Other Injuries of the Nervous System）。 因此，鐵路脊柱症候群通常亦稱為埃里克森氏病（Erichsen's disease）。
在十九世紀初，火車相撞意外頻繁發生。當時的火車車廂結構脆弱，多為木製，對乘客缺乏保護，令問題更為嚴重。
不久後，開始有一群人聲稱他們在火車意外中受傷，但身上卻沒有明顯的受傷證據。鐵路公司拒絕了這些索償，認為是偽造的，有時甚至將傷者的痛苦貶低為訴訟神經症（litigation neurosis），暗示傷者唯一真正的問題是提出法律索償。
關於「鐵路脊柱症候群」引發的症狀性質，在十九世紀末引起了激烈爭論，尤其是在1886年維也納（奧地利）帝國醫師學會的會議上。德國頂尖的神經學家赫爾曼·奧本海姆主張，所有鐵路脊柱症候群的症狀都是由脊柱或大腦的物理損傷引起；而法國和英國的學者，特別是尚-馬丹·沙爾科和赫伯特·佩奇，則堅持認為部分症狀可能是由歇斯底里症（現稱為轉化症）引起。
埃里克森觀察到，在火車意外中最容易受傷的是那些背對加速度方向坐著的人。這與揮鞭式創傷的受傷機制相同。現已知如同汽車意外一樣，鐵路和飛機意外除了造成身體創傷外，也可能引發創傷後壓力症候群（PTSD）及其他身心症狀。